# Sporus (geliefde van Nero)
Sporus was een mooie jongeman en metgezel van de Romeinse keizer Nero, die hem liet castreren en als zijn vrouw behandelde.
Sporus was vermoedelijk als kind een slaaf en later een vrijgelatene. Hij vertoonde een opvallende gelijkenis met Poppaea Sabina, Nero's tweede vrouw. Toen Sabina in het jaar 63 was gestorven aan de gevolgen van een ernstige mishandeling door Nero, raakte hij bevangen door een obsessieve verliefdheid op deze jongeman. Hij liet hem castreren, kleden als vrouw en noemde hem ook Sabina. Nero ging hierin zo ver dat hij publiekelijk met Sporus huwde volgens het gebruikelijke ceremonieel van het Romeinse huwelijk (inclusief bruidsschat en sluier). Dit gebeurde omstreeks 67 in Griekenland, niet lang nadat Nero Statilia Messalina als gemalin had genomen en Pythagoras, een andere vrijgelatene, als echtgenoot.
Nero liet Sporus als keizerin behandelen. Zij keerden in 68 terug naar Rome. Tijdens de nieuwjaarsfeesten gaf Sporus de keizer een ring met afbeelding van Persephone, de mythologische figuur die ook onder dwang getrouwd was met een vorst. Tijdens de opstand tegen Nero vluchtten ze met een paar andere vertrouwelingen de stad uit. Sporus was Nero's getuige bij diens zelfmoord.
Otho, een van Nero's voormalige metgezellen en eerdere minnaar en echtgenoot van Poppaea Sabina, was na zijn troonsbestijging goed bevriend met Sporus. Toen Vitellius, Otho's opvolger, Sporus echter beval om in de meest vernederende omstandigheden als meisje op het toneel te verschijnen – in een voorstelling over de ontvoering van Persephone – maakte deze een einde aan zijn leven om aan de vernedering te ontsnappen.
De naam van Sporus werd in modernere tijden door Alexander Pope gebruikt in zijn satire op Lord Hervey.

## Antieke bronnen
- Dion Chrysostomos, Orationes XXI.
- Suetonius, Nero 28, 46, 48, 49.
- Cassius Dio, LXII 28, LXIII 12, 13, 27, LXIV 8, LXV 10.
- Aurelius Victor, De Caesaribus 5, Epitome de Caesaribus 5.
- Suda, s.v. Σπόρος.

## Referentie
- W. Smith, art. Sporus, in W. Smith (ed.), A dictionary of Greek and Roman biography and mythology, III, Boston, 1867, p. 897.